# أزمة الطاقة في جنوب إفريقيا

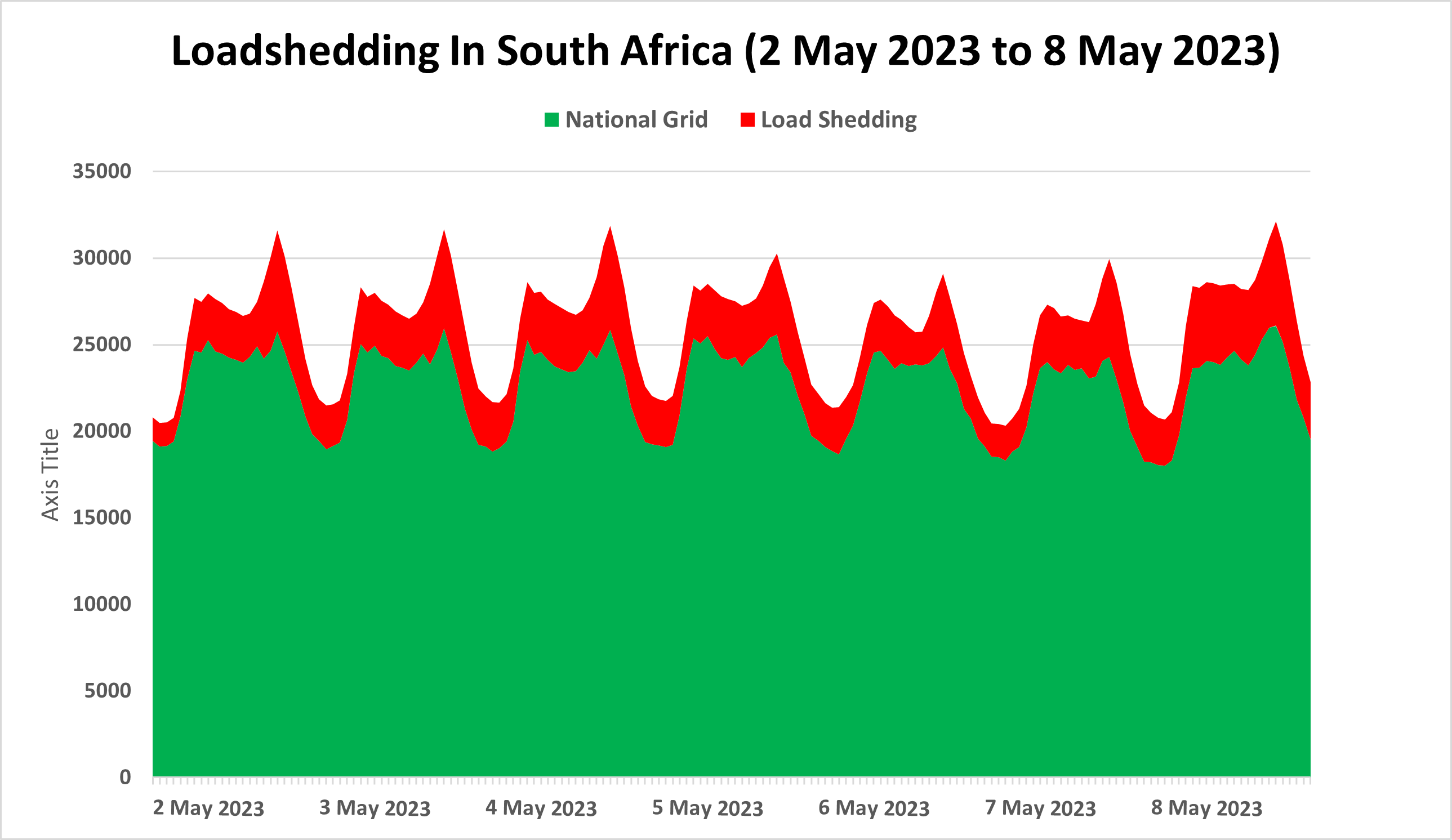
فصل الأحمال في "إيسكوم" مقارنة بالشبكة الوطنية

أزمة الطاقة في جنوب أفريقيا هي فترة مستمرة تشهد فيها جنوب أفريقيا انقطاعًا واسعًا للتيار الكهربائي بسبب تراجع العرض عن الطلب، يهدد بزعزعة استقرار الشبكة الوطنية. بدأت في الأشهر الأخيرة من عام 2007 وما زالت مستمرة حتى يومنا هذا. عزا مرفق الطاقة الوطني المملوك للحكومة ومولد الطاقة الرئيسي، إسكوم، والعديد من البرلمانيين هذه الانقطاعات في التيار الكهربائي إلى قدرة التوليد غير الكافية. يطبق «فصل الأحمال»، بسبب وجود هامش احتياطي يقدر بـ 8% أو أقل، عند فصل وحدات التوليد عن العمل للصيانة أو الإصلاح أو إعادة التزويد بالوقود (في حالة الوحدات النووية). ويتطلب الحل، وفقًا لإسكوم ومسؤولين حكوميين، بناء محطات طاقة ومولدات إضافية.

## خلفية
توقع صناع القرار والقادة في كل من إسكوم والحكومة في أواخر التسعينيات نفاذ احتياطيات الطاقة في إسكوم بحلول عام 2007 ما لم يتخذ إجراء لمنع ذلك. لم تتخذ الحكومة أي إجراء لتوسيع قدرة إنتاج الطاقة في البلاد قبل عام 2007 إذ كانت الحكومة تدرس خصخصة إسكوم.
في عام 1998، استحوذت إسكوم على حصة أقلية في شركة تكنولوجيا الطاقة البديلة أمازينغ أمانزي سيستمز (محدودة المسؤولية) الخاصة المحدودة بهدف دمجها في مشروعها المشترك مع رويال داتش شل كجزء من مشروع شل سولار هومز. أثير الجدل حول إلغاء مشروع شل للطاقة الشمسية وطرح سخانات ومواقد الكيروسين المجانية و/أو المدعومة بسبب الضغط السياسي.

## الفترة الأولى: 2007 – 2008
حدثت الفترة الأولى من النقص المزمن في الطاقة في أواخر عام 2007 واستمرت حتى مايو 2008 على الأقل. أفاد البرنامج التلفزيوني الاستقصائي كارت بلانش أنه يوجد جزء من المشكلة متعلق بإمداد الفحم لمحطات الطاقة التي تعمل بالفحم. وافترضت عدة أسباب أخرى، بما فيها نقص المهارات وزيادة الطلب على الكهرباء في جميع أنحاء البلاد.
انتُقدت إسكوم لتصديرها الكهرباء إلى الدول الأفريقية المجاورة بينما لم تملك القدرة على تلبية طلب جنوب أفريقيا. أعلنت إسكوم في 20 يناير 2008 أنها توقفت عن تصدير الطاقة. زعمت الحكومة أن النقص قد فاجأهم لأن اقتصاد جنوب أفريقيا نما بوتيرة أسرع من المتوقع؛ ولكنها لم تبلغ معدل نموها المستهدف البالغ 6% سنويًا من عام 1996 حتى عام 2004. وكان متوسط معدل نمو الناتج المحلي الإجمالي خلال هذه الفترة 3.1%. أشير كثيرًا إلى عام 2012 باعتباره أقرب وقت ممكن لإنهاء نقص الطاقة.

## الفترة الثانية: 2014-2015
فقدت محطة ماجوبا لتوليد الطاقة قدرتها على توليد الطاقة بعد انهيار إحدى صوامع تخزين الفحم في 1 نوفمبر 2014. وفرت محطة ماجوبا لتوليد الطاقة 10% تقريبًا من إجمالي الطاقة في البلاد وأوقف الانهيار تسليم الفحم إلى المحطة. تعرضت الصومعة الثانية لشرخ كبير في 20 نوفمبر ما أدى إلى إغلاق المحطة مرة أخرى، اتخذت لاحقًا تدابير مؤقتة لتوصيل الفحم إلى المحطة.
بدأت إسكوم في 5 ديسمبر 2014 المرحلة الرئيسية الثالثة من فصل الأحمال في جنوب أفريقيا بعد إغلاق محطتين للطاقة في 4 نوفمبر (من العام المذكور) بسبب نقص الديزل. وأبلغت أيضًا أن مخططات بالميت ودراكنزبرج للتخزين الضخي واجهت صعوبات بسبب استنفاد احتياطي المياه لمحطات الطاقة المائية. كانت المرحلة الثالثة هي أعلى درجة من فصل الأحمال في ذلك الوقت.
عجزت إسكوم في يوم الخميس 4 نوفمبر، عن تلبية 4,000 ميجاوات (5,400,000 حصان) من الطلب على الكهرباء في البلاد البالغ 28,000 ميجاوات (38,000,000 حصان). يملك مرفق الطاقة القدرة على إنتاج 45,583 ميجاوات (61,128,000 حصان) ولكن يمكنه توفير 24,000 ميجاوات (32.000.000 حصان) فقط بسبب الصيانة «المخطط وغير المخطط لها». ما يزال أحد التوربينات في محطة الطاقة دوفا التابعة لشركة إسكوم خارج الخدمة بسبب «حادث غير مفسر» في مارس 2014. كان من المقرر استئناف فصل الأحمال في فبراير 2015، بسبب بدء الصناعة، بعد فترة عطلة ديسمبر.

## الفترة الثالثة: فبراير - مارس 2019
بدأت فترة أخرى من فصل الأحمال في فبراير 2019 عندما أعلنت أسكوم عن المستوى الرابع من فصل الأحمال بسبب الخسارة المؤقتة في قدرة التوليد. استلزم ذلك تخفيض 4,000 ميغاواط من استهلاك الطاقة من الشبكة الوطنية. وفي منتصف شهر مارس من ذلك العام، طبقت أسكوم انقطاعًا مستمرًا في التيار الكهربائي في جميع أنحاء البلاد كجزء من المستوى الرابع من فصل الأحمال.

## الفترة الرابعة: ديسمبر 2019 - مارس 2020
طبقت إسكوم جولة أخرى من فصل الأحمال بدأت في ديسمبر 2019. تشهد جنوب أفريقيا حاليًا أسوأ أزمة في مجال الطاقة، بعدما نشطت المرحلة السادسة من فصل الأحمال للمرة الأولى في ديسمبر. ذكرت إسكوم أنها لم تتمكن من توفير سوى 13,000 ميجاوات تقريبًا من إجمالي قدرتها الأسمية البالغة 44,000 ميجاوات تقريبًا، ما أدى إلى انقطاع التيار الكهربائي على مستوى البلاد.
ألقي اللوم في الفترة الرابعة من فصل الأحمال على مجموعة من العوامل تراوحت بين الطقس إلى مزاعم التخريب والإهمال. أدت الأمطار الغزيرة غير المعتادة في منطقة هايفيلد في جنوب أفريقيا إلى رطوبة الفحم والفيضانات ما أدى إلى تراجع قدرة عدد من المحطات على العمل بفعالية، وخاصةً محطة ميدوبي لتوليد الكهرباء. وذكر الرئيس رامافوزا أنه يوجد سبب إضافي لفصل الأحمال هو فقدان 2,000 ميغاواط بسبب التخريب المزعوم الذي قام به أحد موظفي إسكوم. وذكر رئيس العمليات في إسكوم، يان أوبرهولزر، علنًا أن السبب الرئيسي وراء فصل الأحمال يرجع إلى نقص الصيانة والإهمال على مدى السنوات الإثني عشر السابقة ما أدى إلى نظام غير متوقع وغير موثوق. انتقدت أحزاب المعارضة في جنوب أفريقيا المؤتمر الوطني الأفريقي والرئيس رامافوزا للطريقة التي تعاملوا بها مع الأزمة. بدأت جولة إضافية من فصل الأحمال (المرحلة الرابعة) في مارس 2020 عندما واجهت محطة كويبرج للطاقة النووية عطلًا في إحدى مضخات تبريد مياه البحر.

## التأثير على الاقتصاد
سجلت أسعار البلاتين والبالاديوم العالمية ارتفاعًا قياسيًا في يناير وفبراير 2008، إذ أغلقت المناجم أولًا ثم قُيد استخدامها للكهرباء. تزود جنوب أفريقيا 85% من البلاتين و30% من البلاديوم العالميان. وتقدر شركات التعدين أن مئات الآلاف من الأونصات من إنتاج الذهب والبلاتين ستفقد كل عام حتى تمر الأزمة. لا تتوفر حتى الآن تقديرات بشأن الأثر الاقتصادي المباشر، ولكن خفض التجار قيمة العملة بشدة، نظرًا لاعتماد جنوب أفريقيا على صادرات المعادن الثمينة لتمويل العجز في حسابها الجاري.
وبسبب التأثير على شركات التعدين في المقام الأول، خفض الاقتصاديون توقعات نمو الناتج المحلي الإجمالي بدرجة كبيرة. يبلغ الإجماع الحالي نحو 4% (وهو أقل بكثيرمن هدف الحكومة البالغ 6%)، مع التحذير من أن النمو قد ينخفض بمقدار 20 نقطة أساس كل شهر في ظل ظروف معينة.
استمرت البنوك وشركات الاتصالات عمومًا في العمل كالمعتاد بفضل أنظمة النسخ الاحتياطي القائمة. أبلغ تجار التجزئة في البداية عن خسائر كبيرة بسبب فساد المواد الغذائية المجمدة والمبردة، لكنهم يستخدمون أنظمة توليد كهربائي بشكل متزايد. أفادت العديد من المصانع الكبيرة أنه من المستحيل تحمل النفقات الرأسمالية المطلوبة للحفاظ على العمليات دون انقطاع. ولكن، عقدت كبرى الشركات (بما فيها مصاهر الألمنيوم التي يمكن تدميرها فعليًا بسبب انقطاعات الأطول من أربع ساعات) اتفاقيات مستوى خدمة مضمونة مع إسكوم ولم تتأثر كثيرًا.